# AZU
AZU（アズ、1981年12月8日 - ）は、日本の女性歌手。本名非公開。

## 概要
三重県津市出身のシンガー。16歳からクラブのステージに立ち、関西・東海地方を中心に多数のイベントやクラブに出演を重ねる。その後、HOME MADE 家族のオーガナイズ・イベントにレギュラー出演していたユニットのJAZZY BLAZEやRを経て、ソロシンガーとして活動。2007年、ソロ・シンガーとしてシングル「CHERISH」でメジャーへ進出。
AZUという名前は「A〜Zまですべての言葉に想いをこめてU (YOU)、あなたに伝える」という意味が込められている。
以前はMegとのユニット・JAZZY BLAZEのほか、SNAZZY BLOWやSEAMOの「マタアイマショウ」の女声コーラスを担当したEILYSHとのユニット・Rで活躍していた。また、SEAMOの2ndシングル「DRIVE」のカップリングの「Honey Honey」ではEILYSHとともに2人でコーラスを、1stアルバム『Get Back On Stage』ではイントロの「Intro 〜Here Comes the SEAMO〜」を担当し、初登場1位を獲得した2ndアルバム『Live Goes On』のリード曲「心の声 featuring AZU」でSEAMOとフィーチャリングしている。そのほか、「Were you happy? feat. AZU」「Kiss Kiss Kiss」などSEAMOの曲には多数参加。
現在、SEAMOが主催するイベント「GOLDEN TIME」など名古屋、三重で多くのイベントにレギュラー出演している。

## 来歴
2007年5月30日に『CHERISH』でメジャーデビュー。
2008年、「時間よ止まれ feat.SEAMO」で注目を集め、「いますぐに…」「YOU & I feat. LOVE LOVE LOVE」でレコチョク着うた、着うたフル(R)、待ちうた、で週間、デイリー、全てにおいてランキング1位獲得。2nd Album「Two of Us」、3rd Album"AZyoU"は共にオリコンデイリーランキングTOP10入り。11thシングル「Broken Heart」のカップリング曲「Ring〜M&M〜」が新日本製薬CMソングに起用され、配信半年後もレコチョクTOP100にランクインする、配信ロングヒットに。続く13th Single「Woman」も新日本製薬・新CMソングとしてO.A.された。
2012年1月18日、4th Album「Love letter」発売。5月30日でデビュー5周年を迎える。10月31日、5周年記念として初のベスト盤「BEST」を発売。オリコンではデイリー9位、週間では12位を獲得。アルバム先行配信新録曲「またね。」では読売テレビ・日本テレビ系の情報番組「情報ライブ ミヤネ屋」エンディングテーマに起用。歌詞サイトでも12曲連続1位獲得を達成した。
2013年6月、5周年記念BEST発売を経て放つ温かさと優しさに包まれた結婚ソング14th Single「Promise」発売。c/wには結婚式のBGMでも良く使用される、キャッチーなサビが印象的なナンバー、デブラ・モーガンの1998年のヒット曲「I LOVE YOU」をAZU流にサンプリング・カバーした「I LOVE YOU TOO feat. MIKU a.k.a tomboy」を収録。同年夏、「Summer Time!!!」が大磯ロングビーチ /エプソン 品川アクアスタジアム2013キャンペーンソングになった。iTunesランキング3位になった。「Circles of Life」がテレビ朝日系 木曜ミステリー京都地検の女 主題歌になった。歌詞サイトではシングル楽曲15曲連続1位を獲得。AZUにとって初めてのテレビドラマ主題歌となった。10月1日、エイベックス・マネジメントからエイベックス・ヴァイヴ・プロダクションへ移籍。
2016年2月、SEAMO&AZU名義でコラボアルバム「THE SAME AS YOU」リリース。
2017年5月、デビュー10周年記念ライブ「〜AZU 10th Anniversary PREMIUM LIVE〜 AZUDECHANeeL FINAL」のステージ上で、一般男性との結婚を報告。
2018年3月29日　ブログにて妊娠を発表。
2018年8月6日　第1子となる女児を出産。
娘の名前は、空青(アオ)ちゃん。専用の Instagramも公開されている。

## 人物
- 好きな食べ物は野菜、漬物、苺、牛乳。
- 嫌いな食べ物はうなぎとあなご。
- 性格は良く笑い、良く食べ、良く寝る。
- 好きなことはお風呂に入る・見るくらげ・愛犬と遊ぶこと。
- ディズニー好き。特にミッキーマウス　ダッフィーが好き。年間PASSを持っている。
- 愛犬は「ロコ」と「リトル」
- 座右の銘は、「出会いは一瞬、出会えば一生！！」
- 好きなタイプは俳優の藤原竜也。
- 交友関係は、YU-A、mihimaru GT hirokoなどとデビュー当時から仲が良く、155センチ以下が参加条件とされた、チビ会という会を定期的に行っている。

## ディスコグラフィー

### シングル
| 枚   | 発売日         | タイトル                       | オリコン最高位 |
| ---- | -------------- | ------------------------------ | -------------- |
| 1st  | 2007年5月30日  | CHERISH                        | 49位           |
| 2nd  | 2007年10月3日  | JEWEL SKY                      | 84位           |
| 3rd  | 2008年1月23日  | コイイロ                       | 118位          |
| 4th  | 2008年7月2日   | 時間よ止まれ feat. SEAMO       | 27位           |
| 5th  | 2009年1月28日  | いますぐに…                    | 23位           |
| 6th  | 2009年7月1日   | I WILL                         | 23位           |
| 7th  | 2010年1月27日  | YOU & I feat. LOVE LOVE LOVE   | 55位           |
| 8th  | 2010年3月3日   | For You                        | 38位           |
| 9th  | 2010年7月21日  | たしかなこと                   | 8位            |
| 10th | 2010年11月24日 | IN MY LIFE／To You...          | 62位           |
| 11th | 2011年2月2日   | Broken Heart                   | 79位           |
| 12th | 2011年6月22日  | トモダチ☆★                     | 100位          |
| 13th | 2011年12月7日  | Woman                          |                |
| 14th | 2013年6月5日   | Promise                        |                |
| 15th | 2013年8月28日  | Circles of Life/Summer Time!!! |                |
| 16th | 2016年12月8日  | again                          |                |

### アルバム

#### オリジナルアルバム
| 枚  | 発売日        | タイトル    | オリコン最高位 |
| --- | ------------- | ----------- | -------------- |
| 1st | 2008年7月23日 | AS ONE      | 35位           |
| 2nd | 2010年3月17日 | Two of Us   | 13位           |
| 3rd | 2011年2月23日 | AZyoU       | 15位           |
| 4th | 2012年1月18日 | Love letter |                |
| 5th | 2014年1月29日 | 4Seasons    |                |

#### その他アルバム
| 枚   | 発売日         | タイトル                            | 備考                                |
| ---- | -------------- | ----------------------------------- | ----------------------------------- |
| 1st  | 2012年10月31日 | BEST                                | ベストアルバム                      |
| 2nd  | 2014年12月10日 | WINTER LOVE BEST                    | ベストアルバム                      |
| 3rd  | 2015年1月14日  | Co.Lab                              | コラボアルバム                      |
| 4th  | 2016年2月3日   | THE SAME AS YOU                     | コラボアルバム SEAMO & AZU名義      |
| ５th | 2017年5月31日  | SINGLE BEST ＋ ～10th Anniversary～ | デビュ−１０周年記念ベストアルバム。 |

### 参加作品
1. SEAMO『DRIVE』（2005年7月13日）　M-2「Honey Honey」
2. SEAMO『Get Back On Stage』（2005年10月26日）　M-1「Intro 〜Here Comes the SEAMO〜」
3. SEAMO『Live Goes On』（2006年9月20日）　M-6「心の声 featuring AZU」
4. カルテット『拝啓、僕の未来へ。』（2008年7月23日）　M-2「いつまでも。feat. AZU」
5. MAKAI『STARS』（2008年9月24日）　M-12「BABY STAR feat. AZU & L-VOKAL」
6. SEAMO『SCRAP & BUILD』（2008年11月26日）　M-4「Kiss Kiss Kiss feat. AZU & yukako」
7. Spontania『同じ空みつめてるあなたに feat. AZU』（2009年10月21日）　M-1「同じ空みつめてるあなたに feat. AZU」
8. MAKAI『LOVE LITE』（2010年4月28日）　M-8「また会いたくて feat. AZU」
9. S'capade『S'CAPADE』（2010年6月9日）　M-10「Every 4 U feat. AZU」
10. KG『Songs of love』（2010年10月20日）　M-1「どんなに離れても duet with AZU」
11. CRYSTAL BOY『クリスタルボーイ』（2010年10月27日）　M-5「言葉以上… feat. AZU」
12. SEAMO『5♥WOMEN』（2010年12月15日）　M-5「Were you happy? feat. AZU」
13. 日之内エミ『VOICE』（2011年7月13日）　M-1「小さな光 feat. AZU」
14. Sunya『To You…もう一度 feat. AZU』（2011年11月16日）　M-1「To You…もう一度 feat. AZU」
15. GOKIGEN SOUND 『 Departure feat. AZU 』
16. 宏実「Overflow feat. AZU」(2019年２月２２日）

## 関連アーティスト
現在も交流のあるアーティスト
- mihimaruGT
- SEAMO
- RIP SLYME
- HOME MADE 家族
- カルテット
- 手裏剣ジェット
- MAY'S
- BRIDGET
- Tiara
- KEN THE 390
- nobodyknows+
- 日之内エミ

- Spontania
- 宏実
- misono
- 浦田直也 AAA
- DEPAPEPE
- 指田フミヤ
- 吉田山田